# أباتون
أباتون أو أباتوس (بالإنجليزية:Abaton أو Abatos) هو قبر أوزيريس الذي يقع في جزيرة بيجه جنوب الجندل الأول عند أسوان. والكلمة تعنى (حرم). وكان لا يجوز لإنسان أن يتحدث فيها حتى لا يقلق راحة الإله. واعتقد الناس أن أحد ينبوعي النيل موجود بجوار الجزيرة يندفع ماؤها فيجلب الخصب لمصر. واعتبر أوزوريس (النيل الكبير الذي يخلق الحب بفضل ما فيه من ماء).